# Frederick Peterson
Frederick Peterson (Faribault, 1º marzo 1859 – 9 luglio 1938) è stato un neurologo e pittore statunitense.

## Biografia
Nato a Faribault, nel Minnesota, si laureò all'Università di Buffalo, per poi continuare gli studi a Vienna, a Zurigo, a Strasburgo e a Gottinga. Tornato negli USA, insegnò all'Università di Buffalo (1882) e a quella del Vermont (1893-1894), e alla Columbia University (1900-1915), praticando medicina neurologica e dirigendo la Craig Colony for Epileptics di Groveland (New York). Fu presidente della New York Neurological Society dal 1899 al 1901, presidente della New York State Commission on Lunacy nel 1900 e presidente dell'American Neurological Association nel 1925. Oltre agli studi sull'epilessia, fece ricerche sull'uso del galvanometro e dello pneumografo per le cure mentali (uno studio relativo, in collaborazione con Carl Gustav Jung apparve nel 1907). Collaborò anche alla New York Infirmary for Indigent Women and Children, fondata da Elizabeth Blackwell, e alla New York Medico-Legal Society per aiutare a mettere a punto il metodo di esecuzione pubblica della sedia elettrica.
Nel 1895, sposò Antoinette Rotan, che si occupava di sostentamento di anziane donne in difficoltà nella città natale Waco (Texas) e poi scrisse con il nome Mrs. Frederick Peterson libri per ragazzi quali The Child Health Alphabet (1918), Everychild's Book, e Rhymes of Cho Cho's Grandma (1921).
I contributi maggiori di Peterson allo studio neurologico sono in The Journal of Nervous and Medical Diseases e The New York Medical Journal, nei volumi The Treatment of the Insane Outside of Asylums (1893), The Stigmata of Degeneration (1896), Nervous and Mental Diseases (1899), scritto con Archibald Church (1886-1954), e A Textbook of Legal Medicine and Toxicology (1903-04), scritto con Walter Stanley Haines (1850-1923). Suo è l'articolo "Insanity", Enciclopedia Britannica, vol. 14 (ed. 1911).
Peterson fu anche poeta, pubblicando Poems and Swedish Translations (1883) e In the Shade of the Ygdrasil (1893), oltre alle opere teatrali The Flutter of the Gold Leaf e Everychild (1922), scritte con Olive Tilford Dargan (1869-1968), e l'atto unico Two Doctors at Akragas (1911). Secondo il necrologio apparso sul "New York Times" l'11 luglio 1938, fu anche esperto e collezionista di pittura cinese.